# Byrrhinus maculatus
Byrrhinus maculatus är en skalbaggsart som beskrevs av Wooldridge 1987. Byrrhinus maculatus ingår i släktet Byrrhinus och familjen lerstrandbaggar. Inga underarter finns listade i Catalogue of Life.